# Ipetí
Ipetí est une localité située dans la comarque indigène de Kuna de Madugandí, au Panama.